# Barleria parviflora
Barleria parviflora là một loài thực vật có hoa trong họ Ô rô. Loài này được R.Br. ex T.Anderson mô tả khoa học đầu tiên năm 1864.